# Bayárcal
Bayárcal è un comune spagnolo  situato nella comunità autonoma dell'Andalusia.